# Fekete átok
A Fekete átok (eredeti címe: Baby Boy) 2001-es amerikai bűnügyi filmdráma, amelyet John Singleton írt és rendezett. A produkció főbb szerepeiben Tyrese Gibson, Snoop Dogg és Ving Rhames. 2001. június 21-én mutatták be az Egyesült Államokban. Magyarországon videokazettán jelent meg 2002. június 27-én.

## Cselekmény
Joseph „Jody” Summers egy abortuszklinikán várja barátnőjét, Yvette-et, miután rábeszélte, hogy menjen el. Jody nem hajlandó Yvette-tel és fiával, JoJóval egy háztartásban élni, és más nőkkel is viszonyt folytat. Az egyik ilyen hölgy, Peanut, akitől egy lánya is van, Lil' Nut. Amikor Yvette rájön, hogy Jody megcsalja, kiadja az útját. Eközben Yvette gengszter voltbarátját, Rodney-t kiengedik a börtönből. Rodney visszatér Yvette-hez, és beköltözik hozzá. A nő azonban nem fogadja el a férfi közeledését, ezért Rodney megpróbálja megerőszakolni. 
Jody édesanyja, Juanita, ráfogja Jody-ra, hogy marihuánát ültetett a kertben. A tettes végül Juanita párja, Melvin, aki bocsánatot kér. Jody dühös lesz, és összeveszik az anyjával, majd verekedni kezd Melvinnel. Jody ezután meglátogatja haverját, Sweetpeat, ahol Yvette-tel végül kibékülnek. Mikor Jody megtudja, hogy Yvette-tet meg akarták erőszakolni, Rodney a férfi nyomába ered, és megpróbálja lelőni. 
Aznap este Sweetpea és Jody elkapják Rodney-t, és Jody lábon lövi, de nem öli meg. A türelmetlen Sweetpea végül maga végez Rodney-val, és elborzasztja Jodyt. A férfi öngyilkosságot fontolgat, de anyja párja, Melvin megállítja. Jody rájön, hogy neki kell megvédenie Yvette-et és JoJót, édesanyja pedig jókezekben van Melvinnél. Jody és Yvette végül összeházasodnak, Sweetpea pedig felhagy a bűnözői életével.

## Szereplők
| Szerep                | Színész               | Magyar hangja   |
| --------------------- | --------------------- | --------------- |
| Joseph "Jody" Summers | Tyrese Gibson         | Széles Tamás    |
| Yvette                | Taraji P. Henson      | Kéri Kitty      |
| Sweetpea              | Omar Gooding          | Csőre Gábor     |
| Juanita               | Adrienne-Joi Johnson  | Kocsis Mariann  |
| Melvin "Mel"          | Ving Rhames           | Gesztesi Károly |
| Rodney                | Snoop Dogg            | Dévai Balázs    |
| Patrice               | Mo’Nique              | n.a             |
| Peanut                | Tamara LaSeon Bass    | Roatis Andrea   |
| Kim                   | Angell Conwell        | Pikali Gerda    |
| Ms Herron             | Candy Ann Brown       | n.a             |
| Pandora               | Tawny Dahl            | Haumann Petra   |
| Chris                 | Olan Thompson         | Rajkai Zoltán   |
| Sharika               | Tracey Cherelle Jones | Zsigmond Tamara |
| Joe Joe               | Kaylan Bolton         | Czető Roland    |

## Fogadtatás

### Kritikai visszhang
A film általánosságban jó benyomást keltett a kritikusokban. A Rotten Tomatoeson 71%-os minősítést ért el 94 értékelés alapján, az összefoglaló szerint: „A Fekete átok néhol prédikáló és ismétlődő, de a hozzáértő színészeknek köszönhetően mégis hitelesnek hat.” Jonathan Rosenbaum a Chicago Readertől azt írta: „A karakterek annyira testesek, az érzések pedig annyira nyersek és összetettek, hogy ezt nevezném a legjobb dolognak, amit John Singleton eddig csinált.” Andrew Sarris az Observertől azt írta: „Úgy éreztem, hogy a nyers érzelmek örvényébe kerültem, ahonnan nem tudtam kiszabadulni.” Owen Gleiberman az Entertainment Weeklytől azt írta: „Ami összetartja a filmet [...] az Gibson merengően érzékeny alakítása.”
A Metacritic 55 pontot adott a 100-ból 26 vélemény alapján. Roger Ebert azt írta: „Most Singleton is merészen szemügyre veszi a közösségét. A szereplői kicsit idősebbek, és ő is idősebb, és kevésbé elnéző.” Kenneth Turan a Los Angeles Timestól azt írta: „Egyszerre túl rendezett és túl rendetlen, de az ilyen filmek túl ritkák ahhoz, hogy ennyiben hagyjuk. A film szedett-vedett, de ambiciózus, mégis megőrizte a valódi érzelmek magját - ez a film a legjobbat hozza ki magából, és bár ez talán nem minden, mégis számítania kell valamit.” Michael Sragow a Baltimore Suntól azt írta: „A téves üzenet az az ár, amit a filmkészítők fizetnek, amikor olyan súlyos témákat próbálnak egy biciklivel közlekedő, nagyra nőtt fiúra pakolni, mint az erőszak körforgása.”

### Bevétel adatai
A Box Office Mojo szerint a film nyereséges volt. A 16 millió dolláros költségvetésre 29 millió dolláros bevételt halmozott fel.